# Calder Hall-Friendsfield
Calder Hall-Friendsfield es una localidad de Trinidad y Tobago, que forma parte de la parroquia de St. Andrew.

## Geografía
La localidad abarca parte de la isla de Tobago y limita al norte con Cinnamon Hall, al sur con Bagatelle, al este con Belmont y Hope Farm-John Dial (ambas localidades pertenecientes a la parroquia de St. George) y al oeste con Sargeant Cain.

## Demografía
Datos demográficos de la localidad de Calder Hall-Friendsfield:
| Gráfica de evolución demográfica de Calder Hall-Friendsfield entre 2000 y 2011 |
|                                                                                |